# 貝龍德阿斯特拉達

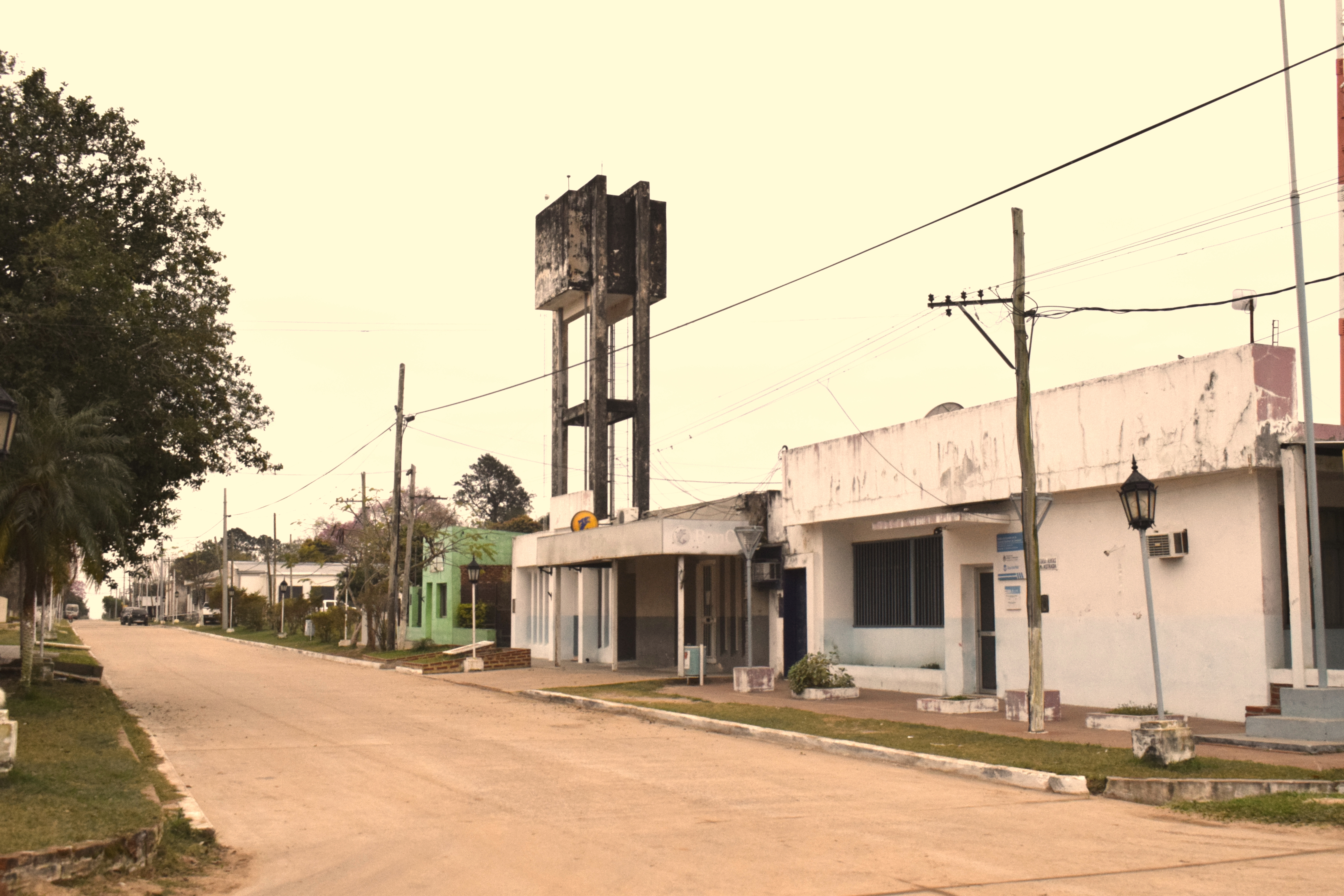
貝龍德阿斯特拉達

27°33′S 57°32′W / 27.550°S 57.533°W
貝龍德阿斯特拉達（西班牙語：San Antonio de Itatí），是阿根廷的城鎮，位於該國北部科連特斯省，是貝龍德阿斯特拉達縣的首府，該城鎮海拔高度55米，2010年人口1,411。